# Edu-Ware
Edu-Ware Services est une société américaine de développement et d'édition de jeux vidéo et de logiciels éducatifs.
La société est fondée en 1979 par Steven Pederson et Sherwin Steffin. Ce dernier à l’idée de se lancer dans la création de logiciels éducatif à la fin des années 1970 alors qu’il occupe un poste d’analyste à l’université de Californie à Los Angeles. Il développe alors un logiciel d’entrainement à la lecture, Compu-Read (en), qui est initialement édité par Programma International. A la même époque, il devient conseiller pédagogique chargé de la radio du campus où il rencontre Steven Pederson, un étudiant en informatique avec qui il partage son intérêt pour l’Apple II. Lorsqu’il est licencié au printemps 1979, il décide de mettre en pratique ses idées et s’associe avec Steven Pederson pour se lancer dans la création et l’édition de logiciels éducatifs et de jeu vidéo. Outre Compu-Read, ils publient alors Perception, un logiciel destiné à l’entrainement de la vue. Ils réussissent également à convaincre Gene Sprouse, de Rainbow Computing (en), de fournir un Apple II à Steven Pederson de programmer le jeu vidéo de rôle Space, en échange de lui fournir leurs programmes au prix coutant. En novembre, ils publient le premier volet d’une série de logiciels éducatif consacré aux mathématiques, Compu-Math: Fractions (en). La société ne décolle cependant véritablement que l’année suivante lorsqu’ils recrutent David Mullich, un programmeur bien plus expérimenté que Steven Pederson qu’ils ont rencontré à la boutique de Rainbow Computing, qui programme initialement Space II, Windfall et Network. Il revisite ensuite le logiciel Fractions de Sherwin Steffin et, sous la direction de ce dernier, programme les deux volets suivants de la série, Compu-Math: Decimals et Compu-Math: Arithmetic Skills. Il développe enfin le jeu d’aventure The Prisoner, le plus gros commercial succès du studio.
En 1983, la société est rachetée par Management Science America en échange d’une combinaison d’action et de liquidité, dont la valeur est alors évaluée à 1,5 million de dollars, et d’un pourcentage sur les ventes futures de l’entreprise.

## Produits
| Année | Titre                                       | Développeur             | Genre                  | Plate-forme                         |
| ----- | ------------------------------------------- | ----------------------- | ---------------------- | ----------------------------------- |
| 1979  | Compu-Math: Fractions (en)                  | Sherwin Steffin         | Jeu éducatif           | Apple II – IBM PC                   |
| 1979  | Compu-Read (en)                             | Sherwin Steffin         | Jeu éducatif           | Apple II – Atari 8-bit, C64, IBM PC |
| 1979  | E.S.P.                                      | Sherwin Steffin         | Jeu éducatif           | Apple II                            |
| 1979  | Metri-Vert                                  | Steven Pederson         | Logiciel               | Apple II                            |
| 1979  | Perception                                  | Sherwin Steffin         | Jeu éducatif           | Apple II                            |
| 1979  | Rescue                                      |                         | Jeu d’action           | Apple II                            |
| 1979  | Statistics                                  |                         | Logiciel               | Apple II                            |
| 1979  | Story Teller                                | Sherwin Steffin         | Jeu de lettres         | Apple II                            |
| 1979  | Space                                       | Steven Pederson         | Jeu vidéo de rôle      | Apple II                            |
|       |                                             |                         |                        |                                     |
| 1980  | Compu-Math: Arithmetic Skills               | Sherwin Steffin         | Jeu éducatif           | Apple II                            |
| 1980  | Compu-Math: Decimals                        | Sherwin Steffin         | Jeu éducatif           | Apple II – IBM PC                   |
| 1980  | Compu-Spell (en)                            | Sherwin Steffin         | Jeu éducatif           | Apple II                            |
| 1980  | Network (en)                                | David Mullich           | Simulation économique  | Apple II                            |
| 1980  | The Prisoner                                | David Mullich           | Jeu d’aventure         | Apple II                            |
| 1980  | Space II                                    | David Mullich           | Jeu vidéo de rôle      | Apple II                            |
| 1980  | Terrorist (en)                              | Steven Pederson         | Jeu vidéo de stratégie | Apple II                            |
| 1980  | Windfall: The Oil Crisis Game (en)          | David Mullich           | Simulation économique  | Apple II                            |
|       |                                             |                         |                        |                                     |
| 1981  | Empire I: World Builders                    | David Mullich           | Jeu vidéo de rôle      | Apple II                            |
|       |                                             |                         |                        |                                     |
| 1982  | Empire II: Interstellar Sharks              | David Mullich           | Jeu vidéo de rôle      | Apple II                            |
| 1982  | Prisoner 2                                  | David Mullich           | Jeu d’aventure         | Apple II – Atari 8-bit, IBM PC      |
| 1982  | Rendezvous: A Space Shuttle Simulation (en) | Titan Computer Products | Jeu de simulation      | Apple II                            |
|       |                                             |                         |                        |                                     |
| 1983  | Empire III: Armageddon                      | David Mullich           | Jeu vidéo de rôle      | Apple II                            |